# At My Most Beautiful
«At My Most Beautiful» es el tercer sencillo del álbum Up de la banda estadounidense R.E.M. publicado el 8 de marzo de 1999.
Influenciado por la lírica de los Beatles y de los Beach Boys. Michael Stipe quería escribir la canción más romántica que hubiera escrito.
La canción aparece en el álbum recopilatorio In Time: The Best of R.E.M. 1988-2003.

## Lista de reproducción
Todas las canciones han sido escritas por los miembros de R.E.M. salvo las indicadas.
1. "At My Most Beautiful" (radio remix)
2. "The Passenger" (live) (Iggy Pop)[1]
3. "Country Feedback" (live)
4. "So. Central Rain (I'm Sorry)" (live)

## Intérpretes
- Michael Stipe
- Mike Mills
- Peter Buck